# 5,6-Diciano-2,3-diklór-1,4-benzokinon
| 5,6-Diciano-2,3-diklór-1,4-benzokinon                                                                           | |
| | |
| Más nevek | 5,6-diciano-2,3-diklór-p-benzokinon 4,5-diklór-3,6-dioxo-1,4-ciklohexadién-1,2-dikarbonitril diklór-diciano-benzokinon |
| Kémiai azonosítók                                                                                               | |
| Rövidítés | DDQ |
| CAS-szám | 84-58-2 |
| PubChem | 6775 |
| ChemSpider | 6517 |
| EINECS-szám | 201-542-2 |
| DrugBank | DB15684 |
| RTECS szám | GU4825000 |
| SMILES | ClC=1C(=O)C(\C#N)=C(\C#N)C(=O)C=1Cl                                                                                    |
| InChI | 1/C8Cl2N2O2/c9-5-6(10)8(14)4(2-12)3(1-11)7(5)13                                                                        |
| InChIKey | HZNVUJQVZSTENZ-UHFFFAOYSA-N                                                                                            |
| UNII | 1H5KD39UH7 |
| Kémiai és fizikai tulajdonságok                                                                                 | |
| Kémiai képlet                                                                                                   | C8Cl2N2O2 |
| Moláris tömeg                                                                                                   | 227,00 g/mol |
| Megjelenés | sárga-narancssárga por                                                                                                 |
| Sűrűség | 1,7 g/cm³ |
| Olvadáspont | 210–215 °C (bomlik) |
| Forráspont | 301,8°C (760 Hgmm nyomáson)                                                                                            |
| Oldhatóság (vízben)                                                                                             | reagál |
| Veszélyek | |
| R mondatok | R25 R29 |
| S mondatok | S22 S24/25 S37 S45 |
| Lobbanáspont | 136,3°C |
| Ha másként nem jelöljük, az adatok az anyag standardállapotára (100 kPa) és 25 °C-os hőmérsékletre vonatkoznak. | |

Az 5,6-diciano-2,3-diklór-1,4-benzokinon (vagy DDQ) szerves vegyület, összegképlete C8Cl2N2O2. Oxidáló tulajdonsága folytán a szerves kémiai reakciók hasznos reagense alkoholok, fenolok és szteroid ketonok dehidrogénezési reakcióiban. Vízben bomlik, de ásványi savak vizes oldatában stabil.

## Előállítása
Előállítása 1,4-benzokinon ciánozásával és klórozásával történik. Thiele és Günther először egy 6 lépéses előállítási módot írt le 1906-ban. A vegyület nem váltott ki érdeklődést, míg fel nem fedezték, hogy dehidrogénezőszerként használható. Egylépéses, 2,3-dicianohidrokinon klórozásával történő előállításáról 1965-ben számoltak be.

## Stabilitása
Vízzel reagál, melynek során rendkívül mérgező hidrogén-cianid (HCN) keletkezik. Száraz helyen tárolandó, az alacsony hőmérséklet és enyhén savas környezet növelheti stabilitását.

## Felhasználása
A szerves kémiában reagensként használják, enyhe oxidálószer és gyökfogó.

## Fordítás
Ez a szócikk részben vagy egészben  a(z)   2,3-Dichloro-5,6-dicyano-1,4-benzoquinone című angol Wikipédia-szócikk ezen változatának fordításán alapul.  Az eredeti cikk szerkesztőit annak laptörténete sorolja fel. Ez a jelzés csupán a megfogalmazás eredetét és a szerzői jogokat jelzi, nem szolgál a cikkben szereplő információk forrásmegjelöléseként.

## Külső hivatkozások
- "Like Neurons in the Brain": A Molecular Computer that Evolves